# Bez pardonu
Bez pardonu (ang. The District) – amerykański kryminalny serial telewizyjny stacji CBS, liczący 89 odcinków. Pierwszy odcinek wyemitowano 7 października 2000 roku, a ostatni 1 maja 2004 roku. Został zainspirowany życiem Jacka Maple’a, zastępcy komisarza policji w Nowym Jorku.
W Polsce po raz pierwszy został wyemitowany przez TVP1, w późniejszym czasie pokazywany był również przez takie stacje jak AXN i Universal Channel. Fabuła serialu skupia się na pracy i życiu osobistym Jacka Manniona, szefa policji w Waszyngtonie.

## Obsada
- Craig T. Nelson – Jack Mannion
- Lynne Thigpen – Ella Mae Farmer (2000–2003)
- Roger Aaron Brown – Joe Noland
- Sean Patrick Thomas – detektyw Temple Page
- Elizabeth Marvel – oficer Nancy Parras
- Wayne Duvall – sierżant Phil Brander
- Jonathan LaPaglia – detektyw Kevin Debreno (2001–2004)
- Christopher B. Duncan – sierżant Ray Cutter (2001–2004)
- Justin Theroux – Nick Pierce (2000–2002)
- David O’Hara – detektyw Danny McGregor (2000–2001)
- Jayne Brook – zastępca burmistrza Mary Ann Mitchell (2000–2001)